# 全国ジュニア・ラグビーフットボール大会
全国ジュニア・ラグビーフットボール大会（ぜんこく―たいかい）は、日本ラグビーフットボール協会主催のジュニアラグビー（中学生による12人制ラグビー）大会である。U15中学生世代の選手を育成することを目的とするほか、中学生ラグビーに携わる指導者の質の向上を図る。9月開催の全国中学生ラグビーフットボール大会（単独チーム単位で対戦）と並ぶ、中学生競技者の全国大会である。

## 概要
地域ラグビー協会からの推薦選抜選手が地域単位でチームを組み、対戦する。毎年12月下旬に江東区夢の島競技場・江戸川区陸上競技場をメインに開催される。
男子は、チームの強さによって、上位となる第1ブロックと、第2ブロックとに分けて優勝チームを決める。2020年以降の感染症対策で日程に余裕を持たせ、前期と後期のグループ（A・Bグループ）に分けて各優勝チームを決めるようにもなった。
第30回大会（2024年12月開催）では、女子7人制も実施。男子第1ブロックは、グループ分けをせずに行う。

## 歴史
1995年（平成7年）に中学生が行うジュニアラグビーが15人制から12人制に移行し、1995年12月25日・27日に「全国ジュニア・ラグビー交流競技大会」として第1回を秩父宮ラグビー場で開催。3つの地域協会（関東協会・関西協会・九州協会）から推薦された中学校部活選手による地域選抜4チームと、ラグビースクール選手による地域選抜4チームが参加した。
第2回は、1996年12月に秩父宮ラグビー場で開催。
第3回は、1998年3月に東大阪市花園ラグビー場（大阪府東大阪市）で開催された。中学校選抜選手6チーム、ラグビースクール選抜選手6チームが参加。
第4回は、1998年7月に菅平高原（長野県）で開催。中学校選抜選手9チーム、ラグビースクール選抜選手9チームが参加した。
第5回（2000年1月）からは、東大阪市花園ラグビー場で開催。参加チーム数は第4回と同じ。
第10回（2005年1月）から、現在の「全国ジュニア・ラグビーフットボール大会」に改称され、前回までのリーグ戦から、8チームずつ2ブロックでのトーナメント戦に変更となり、実力差によるミスマッチが減った。第1ブロックは強豪チームで構成し、第2ブロックはそれ以外となる。
第22回（2016年12月）まで、東大阪市花園ラグビー場（大阪府東大阪市）をメイン会場として開催し。全国高等学校ラグビーフットボール大会の休養日を利用していた。
第23回（2017年12月）から、神戸総合運動公園ユニバー記念競技場（兵庫県須磨区）で開催。地域別の女子選抜選手4チームによるトーナメントを新設した。
第25回（2019年12月）から、江東区夢の島競技場（東京都江東区）、江戸川区陸上競技場（東京都江戸川区）をメインに使用して開催されている。
第26回（2020年12月開催予定）は、新型コロナウイルス感染症の世界的流行のため中止された。
第27回（2021年12月）は無観客で開催され、選手保護者およびチーム関係者については、感染対策のうえ、観戦人数の制限を行った。対戦日程を前期と後期に分けて、トーナメント規模を縮小し、それぞれのグループで優勝を競うようにした。またYouTubeを使った試合配信を、この回から始めるようになった。
第28回（2022年12月）は、各会場300名までの観覧者数制限を実施し、一般観覧の事前申し込み制を行った。
第29回（2023年12月）で、4年ぶりの通常観覧体制での開催。
第30回（2024年12月）は、3日間の日程で4つのブロックに分ける。第1ブロック（男子）8チームのトーナメントに戻して3日間で行う。第2ブロック（男子）は引き続き 前期・後期に分けた4チームずつのトーナメントを2日間で行い、第3ブロック（女子）4チームのトーナメントも同じく2日間で行う。さらに第30回記念大会ブロックとして、女子7人制4チームのトーナメントを2日間で行う。

## 大会方式
（2024年12月開催・第30回）
- 「2022年度U-15ジュニアラグビー競技規則」および「U-15ジュニアラグビー競技ガイド」による。
- 第1ブロック～第3ブロックは12人制で実施し、試合時間は20分ハーフ。第30回大会記念ブロックは7人制で実施し、試合時間は7分ハーフ。
- 第1ブロックは、男子8チームのトーナメント戦。
- 第2ブロックは、前期・後期に分かれ、男子4チームずつのトーナメント戦。
- 第3ブロックは、女子4チームのトーナメント戦。
- 第30回記念大会ブロック（特別推薦枠）は、女子4チームのトーナメント戦。

## 優勝チーム
| 回 | 年月       | 第1ブロック                                        | 第1ブロック                                        | 第2ブロック                                          | 第2ブロック                                        | 女子                                                   |                                                    | 備考   |
| -- | ---------- | -------------------------------------------------- | -------------------------------------------------- | ---------------------------------------------------- | -------------------------------------------------- | ------------------------------------------------------ | -------------------------------------------------- | ------ |
| 10 | 2005年1月  | 九州スクール選抜                                   | 九州スクール選抜                                   | 近畿スクール選抜                                     | 近畿スクール選抜                                   |                                                        | 東大阪市花園ラグビー場（第22回まで）               | [ 21 ] |
| 11 | 2006年1月  | 大阪府中学校選抜                                   | 大阪府中学校選抜                                   | 愛知県スクール選抜                                   | 愛知県スクール選抜                                 |                                                        |                                                    | [ 22 ] |
| 12 | 2006年12月 | 大阪府中学校選抜                                   | 大阪府中学校選抜                                   | 近畿中学校選抜                                       | 近畿中学校選抜                                     |                                                        |                                                    | [ 23 ] |
| 13 | 2008年1月  | 福岡県選抜                                         | 福岡県選抜                                         | 京都府中学校選抜                                     | 京都府中学校選抜                                   |                                                        |                                                    | [ 24 ] |
| 14 | 2009年1月  | 福岡県選抜                                         | 福岡県選抜                                         | 京都府中学校選抜                                     | 京都府中学校選抜                                   |                                                        |                                                    | [ 25 ] |
| 15 | 2009年12月 | 大阪府中学校選抜                                   | 大阪府中学校選抜                                   | 長崎県選抜                                           | 長崎県選抜                                         |                                                        |                                                    | [ 26 ] |
| 16 | 2010年12月 | 京都府中学校選抜                                   | 京都府中学校選抜                                   | 大阪府スクール選抜                                   | 大阪府スクール選抜                                 |                                                        |                                                    | [ 27 ] |
| 17 | 2011年12月 | 奈良県中学校選抜                                   | 奈良県中学校選抜                                   | 神奈川県中学校選抜                                   | 神奈川県中学校選抜                                 |                                                        |                                                    | [ 28 ] |
| 18 | 2012年12月 | 大阪府スクール選抜                                 | 大阪府スクール選抜                                 | 茨城県中学校選抜                                     | 茨城県中学校選抜                                   |                                                        |                                                    | [ 29 ] |
| 19 | 2013年12月 | 福岡県選抜                                         | 福岡県選抜                                         | 京都府中学校選抜                                     | 京都府中学校選抜                                   |                                                        |                                                    | [ 30 ] |
| 20 | 2014年12月 | 福岡県選抜                                         | 福岡県選抜                                         | 大阪府中学校選抜                                     | 大阪府中学校選抜                                   |                                                        |                                                    | [ 31 ] |
| 21 | 2015年12月 | 兵庫県スクール選抜                                 | 兵庫県スクール選抜                                 | 愛知県中学校選抜                                     | 愛知県中学校選抜                                   |                                                        |                                                    | [ 32 ] |
| 22 | 2016年12月 | 京都府中学校選抜                                   | 京都府中学校選抜                                   | 愛知県中学校選抜                                     | 愛知県中学校選抜                                   |                                                        |                                                    | [ 33 ] |
| 23 | 2017年12月 | 大阪府中学校代表                                   | 大阪府中学校代表                                   | 東京都スクール代表                                   | 東京都スクール代表                                 | 兵庫県女子代表 東京都スクール女子代表 (同点・双方優勝) | この回から神戸総合運動公園ユニバー記念競技場       | [ 34 ] |
| 24 | 2018年12月 | 福岡県代表                                         | 福岡県代表                                         | 茨城県中学校代表                                     | 茨城県中学校代表                                   | 神奈川県女子代表                                       |                                                    | [ 35 ] |
| 25 | 2019年12月 | 福岡県代表                                         | 福岡県代表                                         | 神奈川県スクール代表                                 | 神奈川県スクール代表                               | 九州北部女子代表                                       | この回から江東区夢の島競技場・江戸川区陸上競技場   | [ 36 ] |
| 26 | 2020年12月 | 新型コロナウイルス感染症の世界的流行のため開催中止 | 新型コロナウイルス感染症の世界的流行のため開催中止 | 新型コロナウイルス感染症の世界的流行のため開催中止   | 新型コロナウイルス感染症の世界的流行のため開催中止 | 新型コロナウイルス感染症の世界的流行のため開催中止     | 新型コロナウイルス感染症の世界的流行のため開催中止 | [ 37 ] |
| 回 | 年月       | 第1ブロックA(前期)                                 | 第1ブロックB(後期)                                 | 第2ブロックA(前期)                                   | 第2ブロックB(後期)                                 | 第3ブロック(女子)                                      |                                                    | 備考   |
| 27 | 2021年12月 | 大阪府中学校代表                                   | 福岡県代表                                         | 京都府中学校代表                                     | 宮崎県代表                                         | 福岡県女子代表                                         |                                                    | [ 38 ] |
| 28 | 2022年12月 | 福岡県代表                                         | 神奈川県スクール代表                               | 大阪府中学校代表 愛知県スクール代表 (同点・双方優勝) | 東京都スクール代表                                 | 大阪府女子代表                                         |                                                    | [ 39 ] |
| 29 | 2023年12月 | 大阪府中学校代表                                   | 福岡県代表                                         | 愛知県中学校代表                                     | 千葉県スクール代表                                 | 大阪府女子代表                                         |                                                    | [ 40 ] |
| 回 | 年月       | 第1ブロック                                        | 第1ブロック                                        | 第2ブロックA(前期)                                   | 第2ブロックB(後期)                                 | 第3ブロック(女子)                                      | 7人制(女子)                                        | 備考   |
| 30 | 2024年12月 | 東京都スクール代表                                 | 東京都スクール代表                                 | 千葉県スクール代表                                   | 神奈川県スクール代表                               | 福岡県女子代表                                         | 第30回記念大会ブロック 秋田福島新潟山梨県女子代表  | [ 41 ] |

## 試合配信
- 公式YouTubeチャンネル「JAPAN RUGBY TV」- 2021年（第27回）からLIVE配信を行うようになった[15][39][40][42]。

## 注
1. ↑  “12人制ジュニア・ラグビーの総括”.   JRFU. 2023年7月21日閲覧。
2. ↑  “機関誌「RUGBY FOOTBALL」45巻5号（1996年2月号）25頁”.   JRFU. 2023年7月21日閲覧。
3. 1 2 3 4  “機関誌「RUGBY FOOTBALL」49巻2号（1999年9月号）33頁”.   JRFU. 2023年7月21日閲覧。
4. ↑  “機関誌「RUGBY FOOTBALL」47巻6号（1998年5月号）45頁”.   JRFU. 2023年7月21日閲覧。
5. ↑  “機関誌「RUGBY FOOTBALL」51巻5号（2002年2月号）95頁”.   JRFU. 2023年7月21日閲覧。
6. ↑  “機関誌「RUGBY FOOTBALL」53巻4号（2004年1月号）29頁”.   JRFU. 2023年7月21日閲覧。
7. ↑  “「第10回 全国ジュニア・ラグビーフットボール大会」”.   JRFU. 2023年7月21日閲覧。
8. ↑  “「第11回 全国ジュニア・ラグビーフットボール大会」組み合わせ/結果”.   JRFU. 2023年7月21日閲覧。
9. ↑  “平成28年度 日本ラグビー協会主催大会 日程”.   JRFU. 2023年7月21日閲覧。
10. 1 2  “第23回全国ジュニア・ラグビーフットボール大会 　　参加チーム、組み合わせ決定のお知らせ”.   JRFU. 2023年7月21日閲覧。
11. ↑  “「第24回全国ジュニア・ラグビーフットボール大会」最終結果”.   JRFU. 2023年7月21日閲覧。
12. ↑  “第25回全国ジュニア・ラグビーフットボール大会 組み合わせ決定のお知らせ”.   JRFU. 2023年7月21日閲覧。
13. ↑  “第28回全国ジュニア・ラグビーフットボール大会 実施概要および組み合わせ決定のお知らせ”.   JRFU. 2023年7月21日閲覧。
14. ↑  “「第26回全国ジュニア・ラグビーフットボール大会」 開催中止のお知らせ”.   JRFU. 2023年7月21日閲覧。
15. 1 2  “第27回全国ジュニア・ラグビーフットボール大会 実施概要および組み合わせ決定のお知らせ”.   JRFU. 2023年12月18日閲覧。
16. ↑  “第28回全国ジュニア・ラグビーフットボール大会 実施概要および組み合わせ決定のお知らせ”.   JRFU. 2023年10月23日閲覧。
17. ↑  “第29回全国ジュニア・ラグビーフットボール大会 実施概要および組み合わせ決定のお知らせ”.   JRFU. 2023年11月22日閲覧。
18. ↑  “第29回全国ジュニア・ラグビーフットボール大会 試合結果のお知らせ”.   JRFU. 2023年12月26日閲覧。
19. ↑  JRFU. “第30回全国ジュニア・ラグビーフットボール大会 開催のお知らせ｜日本ラグビーフットボール協会”. www.rugby-japan.jp. 2024年11月20日閲覧。
20. ↑  JRFU. “（12/25更新）第30回全国ジュニア・ラグビーフットボール大会 開催のお知らせ｜日本ラグビーフットボール協会”. www.rugby-japan.jp. 2024年12月26日閲覧。
21. ↑  JRFU. “「第10回 全国ジュニア・ラグビーフットボール大会」｜日本ラグビーフットボール協会”. www.rugby-japan.jp. 2024年12月25日閲覧。
22. ↑  JRFU. “「第11回 全国ジュニア・ラグビーフットボール大会」｜日本ラグビーフットボール協会”. www.rugby-japan.jp. 2024年12月25日閲覧。
23. ↑  JRFU. “「第12回 全国ジュニア・ラグビーフットボール大会」｜日本ラグビーフットボール協会”. www.rugby-japan.jp. 2024年12月25日閲覧。
24. ↑  JRFU. “「第13回 全国ジュニア・ラグビーフットボール大会」｜日本ラグビーフットボール協会”. www.rugby-japan.jp. 2024年12月25日閲覧。
25. ↑  JRFU. “「第14回 全国ジュニア・ラグビーフットボール大会」｜日本ラグビーフットボール協会”. www.rugby-japan.jp. 2024年12月25日閲覧。
26. ↑  JRFU. “「第15回 全国ジュニア・ラグビーフットボール大会」｜日本ラグビーフットボール協会”. www.rugby-japan.jp. 2024年12月25日閲覧。
27. ↑  JRFU. “「第16回 全国ジュニア・ラグビーフットボール大会」｜日本ラグビーフットボール協会”. www.rugby-japan.jp. 2024年12月25日閲覧。
28. ↑  JRFU. “「第17回 全国ジュニア・ラグビーフットボール大会」｜日本ラグビーフットボール協会”. www.rugby-japan.jp. 2024年12月25日閲覧。
29. ↑  JRFU. “「第18回 全国ジュニア・ラグビーフットボール大会」｜日本ラグビーフットボール協会”. www.rugby-japan.jp. 2024年12月25日閲覧。
30. ↑  JRFU. “「第19回 全国ジュニア・ラグビーフットボール大会」｜日本ラグビーフットボール協会”. www.rugby-japan.jp. 2024年12月25日閲覧。
31. ↑  JRFU. “「第20回 全国ジュニア・ラグビーフットボール大会」｜日本ラグビーフットボール協会”. www.rugby-japan.jp. 2024年12月25日閲覧。
32. ↑  JRFU. “「第21回 全国ジュニア・ラグビーフットボール大会」｜日本ラグビーフットボール協会”. www.rugby-japan.jp. 2024年12月25日閲覧。
33. ↑  JRFU. “「第22回 全国ジュニア・ラグビーフットボール大会」｜日本ラグビーフットボール協会”. www.rugby-japan.jp. 2024年12月25日閲覧。
34. ↑  JRFU. “「第23回 全国ジュニア・ラグビーフットボール大会」｜日本ラグビーフットボール協会”. www.rugby-japan.jp. 2024年12月25日閲覧。
35. ↑  JRFU. “「第24回 全国ジュニア・ラグビーフットボール大会」｜日本ラグビーフットボール協会”. www.rugby-japan.jp. 2024年12月25日閲覧。
36. ↑  JRFU. “「第25回 全国ジュニア・ラグビーフットボール大会」｜日本ラグビーフットボール協会”. www.rugby-japan.jp. 2024年12月25日閲覧。
37. ↑  JRFU. “「第26回全国ジュニア・ラグビーフットボール大会」 開催中止のお知らせ｜日本ラグビーフットボール協会”. www.rugby-japan.jp. 2024年12月25日閲覧。
38. ↑  JRFU. “「第27回全国ジュニア・ラグビーフットボール大会」 ｜日本ラグビーフットボール協会”. www.rugby-japan.jp. 2024年12月25日閲覧。
39. 1 2  JRFU. “（12/26更新）第28回全国ジュニア・ラグビーフットボール大会 実施概要および組み合わせ決定のお知らせ｜日本ラグビーフットボール協会”. www.rugby-japan.jp. 2024年12月27日閲覧。
40. 1 2  JRFU. “（12/25更新）第29回全国ジュニア・ラグビーフットボール大会 実施概要および組み合わせ決定のお知らせ｜日本ラグビーフットボール協会”. www.rugby-japan.jp. 2024年12月27日閲覧。
41. ↑  JRFU. “第30回全国ジュニア・ラグビーフットボール大会 試合結果のお知らせ｜日本ラグビーフットボール協会”. www.rugby-japan.jp. 2024年12月27日閲覧。
42. ↑  JRFU. “（12/26更新）第30回全国ジュニア・ラグビーフットボール大会 開催のお知らせ｜日本ラグビーフットボール協会”. www.rugby-japan.jp. 2024年12月27日閲覧。